# Feldkoch

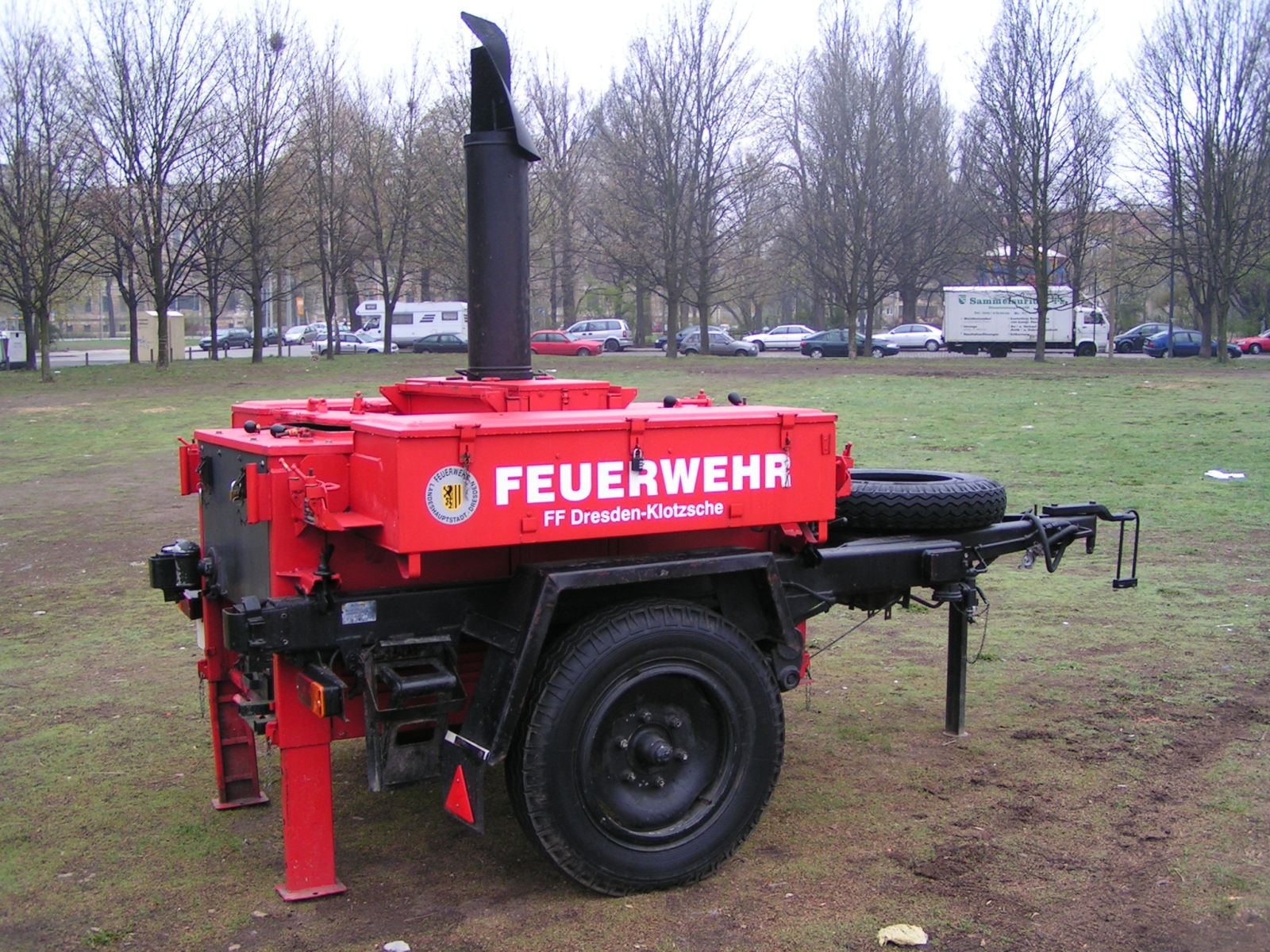
Feldkochherd

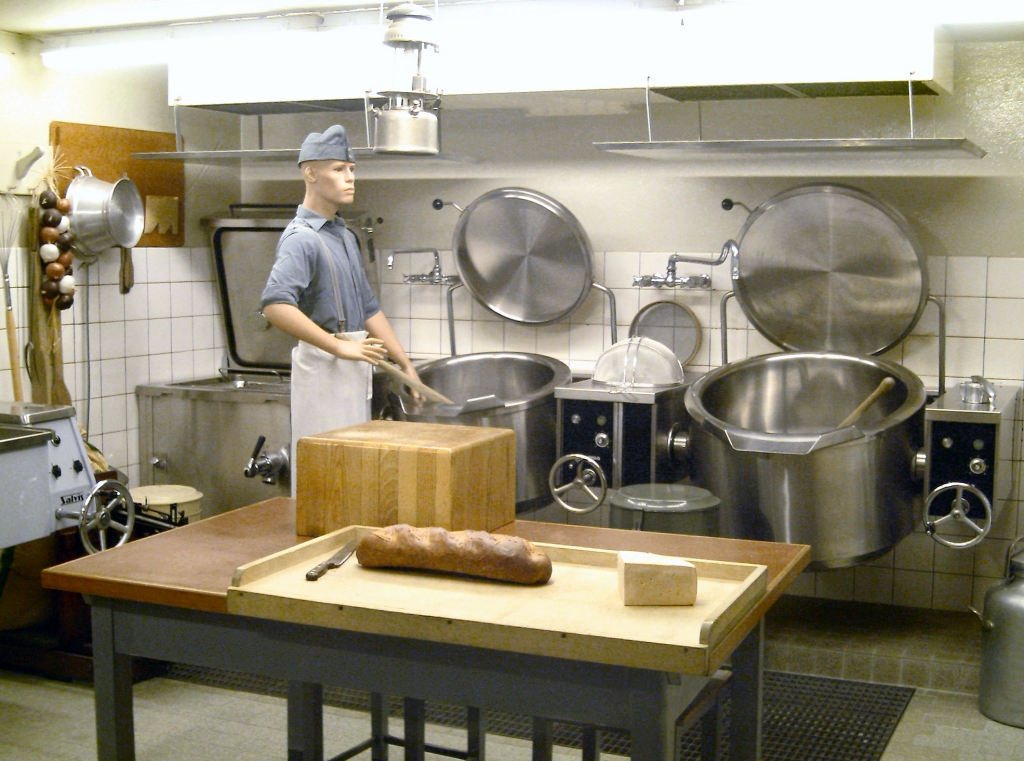
Truppenküche im Festungsmuseum Heldsberg (Schweiz)

Ein Feldkoch ist ein Helfer im Verpflegungsdienst des Katastrophenschutzes und eine Funktion beim Militär.
Er ist für die Zubereitung von großen Mengen an Speisen unter erschwerten Bedingungen ausgebildet. Die Herstellung der Speisen erfolgt häufig auf mobilen Kocheinheiten, beispielsweise Feldkochherden. Speziell beim Militär trägt der Feldkoch eine große Verantwortung, da eine schmackhafte und sättigende Verpflegung maßgeblich zur Kampfmoral der Truppe beiträgt.

## Katastrophenschutz
Der Feldkoch ist ein Verpflegungshelfer mit einer speziellen Zusatzausbildung, die ihn zum Bedienen eines Feldkochherdes und der Herstellung von großen Mengen an Speisen bei Großschadensfällen, Katastrophen oder anderen Großereignissen qualifiziert.
Die Ausbildung umfasst 30 bis 40 Stunden. Sie wird von den im Verpflegungsdienst tätigen Organisation ASB, DRK, JUH, MHD, DLRG, Feuerwehr und THW nach eigenen Konzepten durchgeführt.
Im Katastrophenschutz wird der Feldkoch meist auch als Unterführer für einen Verpflegungstrupp eingesetzt.

## Militär
Der Feldkoch (Truppenkoch) beim Militär ist für die Zubereitung von Verpflegung für die Truppen im Einsatz ausgebildet. Die Ausbildung dauert bei der Bundeswehr vier Wochen. Er gehört zur Gattung der Versorgungs- und Nachschubeinheiten und bereitet die Mahlzeiten in der Truppenküche der Kaserne oder im Feld zu, wo sie entweder direkt ausgegeben oder in Warmhaltebehältern ausgeliefert werden. Für den Einsatz außerhalb einer Truppenküche werden Feldkochherde, wie z. B. bei der Bundeswehr die Taktische Feldküche 250, eingesetzt. In der heutigen Zeit wird bei vielen Streitkräften vermehrt küchenfertiges Convenience Food für die Feldverpflegung genutzt, welches in der Feldküche lediglich aufgewärmt werden muss und die Arbeit sowie die Ausbildung des Feldkochs stark vereinfacht. Dennoch sollte ein Feldkoch auch in der Lage sein, bei Nachschubengpässen zu improvisieren, um Mahlzeiten für die Truppe mit vor Ort beschaffbaren Zutaten zubereiten zu können. Daher werden für die Verwendung als Feldkoch in der Regel Soldaten mit Vorkenntnissen in der Lebensmittelverarbeitung bevorzugt, wie sie z. B. in einer zivilen Ausbildung als Koch, Metzger oder Bäcker vermittelt werden.